# شورچه (برخوار)
شورچه (برخوار و میمه)، روستایی از توابع بخش برخوار شهرستان برخوار و میمه در استان اصفهان ایران است.

## جمعیت
این روستا در دهستان برخوار شرقی قرار دارد و براساس سرشماری مرکز آمار ایران در سال ۱۳۸۵، جمعیت آن ۳۲ نفر (۱۲خانوار) بوده‌است.